# Hernandia

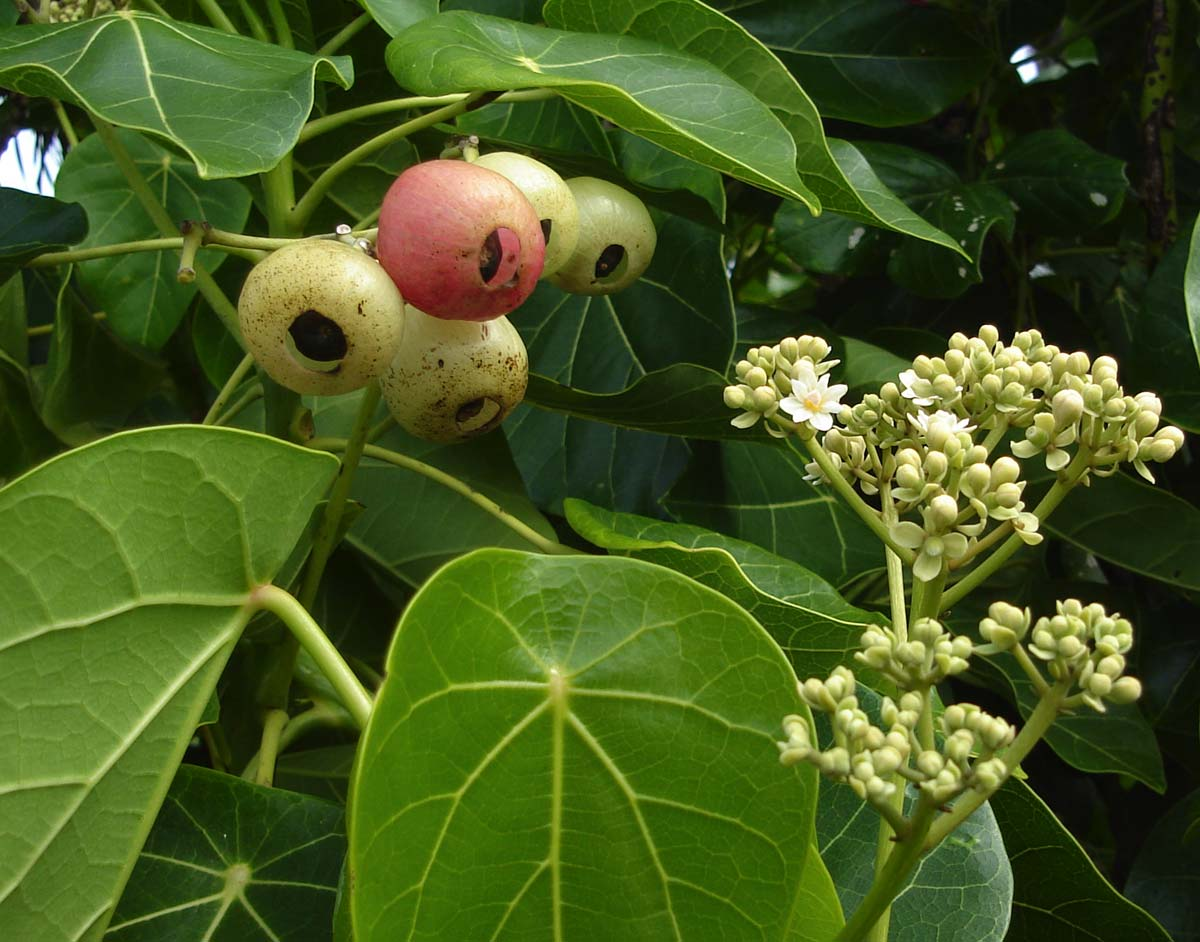
Hernandia nymphaeifolia

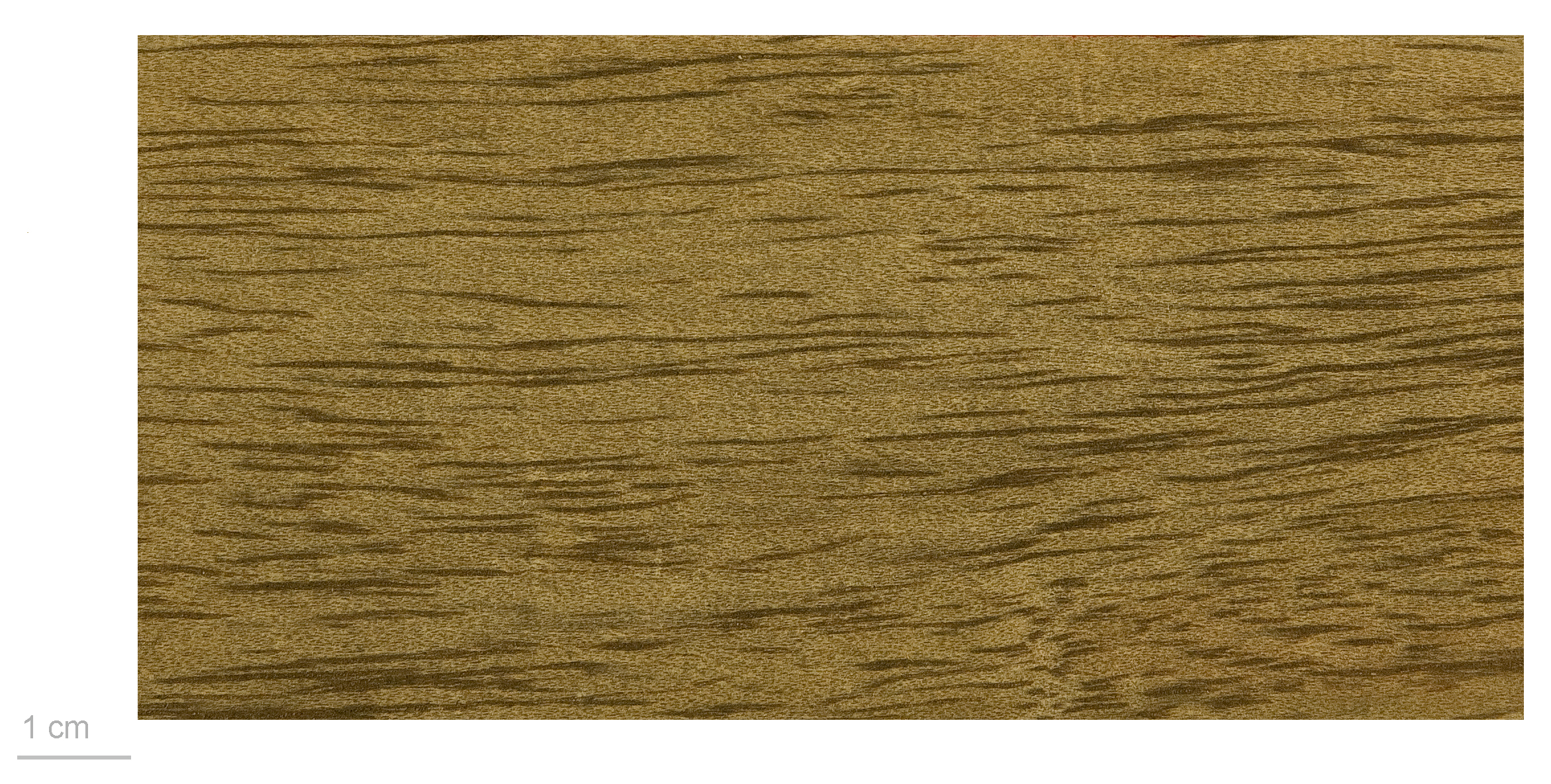
Drewno Hernandia cordigera

Hernandia L. – rodzaj z rodziny hernandiowatych. Obejmuje 26 gatunków występujących w południowo-wschodniej Azji, północnej Australii, na Madagaskarze oraz w Ameryce Środkowej.
Hernandia moerenhoutiana wykorzystywana jest w medycynie ludowej na wyspach Tonga. Hernandia nymphaeifolia sadzona jest przy ulicach w miastach strefy tropikalnej. Z nasion tego gatunku pozyskiwano olej do lamp, opisywany jako niezbyt dobrej jakości. Drewno jest miękkie, nie ma dużego znaczenia użytkowego, poza tym, że z pni drążono czółna.

## Morfologia
PokrójJednopienne i zimozielone drzewa.
LiścieSkrętoległe, ogonkowe, czasem tarczowate, szerokojajowate lub koliste.
KwiatyJednopłciowe, zebrane po kilka na końcach rozgałęzień luźnych kwiatostanów wiechowatych. Kwiaty męskie mają okwiat składający się z 6–8 listków ułożonych w dwóch okółkach. Pręcików jest tyle ile listków zewnętrznego okółka okwiatu i wyrastają one naprzeciwlegle do tych listków. U nasady nitek pręcików znajdują się gruczołki. Kwiaty żeńskie mają 8–10 listków okwiatu ułożonych w dwóch okółkach. Słupek krótki, u nasady z gruczołkami. Znamię podzielone.
OwoceZamknięty we wgłębionej, mięsistej kupuli. Zawiera kuliste nasiona.

## Systematyka
Pozycja systematyczna według APweb (aktualizowany system APG IV z 2016)
Jeden z dwóch rodzajów podrodziny Hernandioideae z rodziny hernandiowatych (Hernandiaceae) siostrzanej dla rodziny wawrzynowatych (Lauraceae) w obrębie rzędu  wawrzynowców (Laurales):
Wykaz gatunków
- Hernandia albiflora (C.T.White) Kubitzki
- Hernandia beninensis Welw. ex Henriq.
- Hernandia bivalvis Benth.
- Hernandia catalpifolia Britton & Harris
- Hernandia cordigera Vieill.
- Hernandia cubensis Griseb.
- Hernandia didymantha Donn.Sm.
- Hernandia drakeana Nadeaud
- Hernandia guianensis Aubl.
- Hernandia hammelii D'Arcy
- Hernandia jamaicensis Britton & Harris
- Hernandia labyrinthica Tuyama
- Hernandia lychnifera Grayum & N.Zamora
- Hernandia mascarenensis (Meisn.) Kubitzki
- Hernandia moerenhoutiana Guill.
- Hernandia nukuhivensis F.Br.
- Hernandia nymphaeifolia (C.Presl) Kubitzki
- Hernandia obovata O.C.Schmidt
- Hernandia olivacea Gillespie
- Hernandia ovigera L.
- Hernandia rostrata Kubitzki
- Hernandia sonora L.
- Hernandia stenura Standl.
- Hernandia temarii Nadeaud
- Hernandia voyronii Jum.
- Hernandia wendtii Espejo